# Хокејашка лига Србије 2014/15.
Хокејашка лига Србије 2014/15. је девето такмичење које се одржава под овим именом од стране Савеза хокеја на леду Србије.
Сезона је почела 25. октобра 2014. године утакмицом другог кола (прво одложено) између Тисе волан и Беостара коју су добили гости са 10:4.
Првак Хокејашке лиге Србије постао је Партизан који је у финалу са 2:0 у победама савладао Беостар.

## Промене у односу на претходну сезону
У односу на прошлу сезону, у првенству се неће такмичити суботички Спартак и новосадски НС Старс услед неиспуњавања обавеза из претходног првенства, као и Београд за који су наступали играчи који конкуришу да играју за репрезентацију Србије у конкуренцији до 20 и 18 година. У такмичење се враћа Црвена звезда

## Састав Хокејашке лиге Србије у сезони 2014/15
| Клуб          | Град    | Арена                     | Капацитет | Основан |
| ------------- | ------- | ------------------------- | --------- | ------- |
| Партизан      | Београд | Ледена дворана Пионир     | 2000      | 1948    |
| Црвена звезда | Београд | Ледена дворана Пионир     | 2000      | 1946    |
| Витез         | Београд | Ледена дворана Пионир     | 2000      | 2001    |
| Беостар       | Београд | Ледена дворана Пингвин    | 1000      | 2006    |
| Тиса волан    | Сегедин | Сегединска ледена дворана | 800       |         |

## Систем такмичења
У лиги је учествовало пет клубова који је требало да одиграју по 12 утакмица, а након тога доигравање. Најбоља четири клуба пласирала су се у плеј–офу. У плеј–офу се играло на два добијена меча.

## Судије
| # | Презиме    | Име     |
| - | ---------- | ------- |
| 1 | Алексић    | Урош    |
| 2 | Иванов     | Небојша |
| 3 | Недељковић | Иван    |
| 4 | Николић    | Немања  |
| 5 | Первуд     | Давид   |
| 6 | Поповић    | Дарко   |
| 7 | Фазекаш    | Ђорђе   |
| 8 | Фазекаш    | Тибор   |

## Резултати

### Први круг
1. коло
| 8. фебруар 17:30 | Црвена звезда | 3:10 (1:4,1:2,1:4) | Партизан | Ледена дворана Пионир, Београд |

| Извор | Извор | Извор | Извор | Извор |
| ----- | ----- | ----- | ----- | ----- |
|       |       |       |       |       |
|       |       |       |       |       |
|       |       |       |       |       |
|       |       |       |       |       |

| 31. октобар 2014. 17:30 | Беостар | 8:0 (2:0,2:0,4:0) | Витез | Ледена дворана Пингвин, Нови Београд Посетилаца: 63 |

| Извор | Извор                           | Извор   | Извор             | Извор                                                              |
| --- | ------------------------------- | ------- | ----------------- | ------------------------------------------------------------------ |
| | А. Ранковић                     | Голмани | А. Фат М. Лупулов | Судије Небојша Иванов Линијске судије Урош Алексић Иван Недељковић |
| Божидар Игњатовић — 00:44 Камил Кинкор — 15:47 Вук Трајковић — 32:25 Дмитри Гнитко — 35:04 Иван Главоњић — 54:29 Камил Кинкор — 55:25 Божидар Игњатовић — 57:59 Угљеша Новаковић — 59:18 | 1:0 2:0 3:0 4:0 5:0 6:0 7:0 8:0 |         |                   | Судије Небојша Иванов Линијске судије Урош Алексић Иван Недељковић |
| |                                 |         |                   | Судије Небојша Иванов Линијске судије Урош Алексић Иван Недељковић |
| 54 | Шутеви на гол                   | 29      |                   | Судије Небојша Иванов Линијске судије Урош Алексић Иван Недељковић |

2. коло
| 25. октобар 2014. 18:00 | Тиса волан | 4:10 (1:4,1:3,2:3) | Беостар | Сегединска ледена дворана, Сегедин Посетилаца: 1.000 |

| Извор                                                                            | Извор                                                   | Извор | Извор       | Извор                                                           |
| -------------------------------------------------------------------------------- | ------------------------------------------------------- | --- | ----------- | --------------------------------------------------------------- |
|                                                                                  | К. Балаш                                                | Голмани | А. Ранковић | Судије Ђорше Фазекаш Линијске судије Тибор фазекаш Давид Первуд |
| Марко Бошњак — 10:00 Давид Варга — 38:24 Давид Варга — 49:06 Линус Шелин — 57:54 | 0:1 :1 1:2 1:3 1:4 1:5 1:6 1:7 2:7 3:7 3:8 4:8 4:9 4:10 | 07:28 – Петар Новаковић 10:49 – Камил Кинкор 11:13 – Никола Лазаревић 18:01 – Вук Трајковић 26:57 – Дмитри Гнитко 32:50 – Дмитри Гнитко 34:15 – Дмитри Гнитко 49:40 – Камил Кинкор 58:02 – Дмитри Гнитко 59:49 – Дмитри Гнитко |             | Судије Ђорше Фазекаш Линијске судије Тибор фазекаш Давид Первуд |
|                                                                                  |                                                         | |             | Судије Ђорше Фазекаш Линијске судије Тибор фазекаш Давид Первуд |
| 43                                                                               | Шутеви на гол                                           | 35 |             | Судије Ђорше Фазекаш Линијске судије Тибор фазекаш Давид Первуд |

| 7. фебруар 2014. 16:30 | Витез | 2:9 (2:1,0:3,0:5) | Партизан | Ледена дворана Пингвин, Нови Београд Посетилаца: 78 |

| Извор | Извор | Извор | Извор | Извор |
| ----- | ----- | ----- | ----- | ----- |
|       |       |       |       |       |
|       |       |       |       |       |
|       |       |       |       |       |
|       |       |       |       |       |

3. коло
| 11. фебруар 2015. 17:30 | Црвена звезда | 6:1 (3:0, 2:0, 1:1) | Витез | Ледена дворана Пионир, Београд |

| Извор | Извор | Извор | Извор | Извор |
| ----- | ----- | ----- | ----- | ----- |
|       |       |       |       |       |
|       |       |       |       |       |
|       |       |       |       |       |
|       |       |       |       |       |

| 22. новембар 2014. 18:00 | Тиса волан | 2:3 (1:2, 0:0, 1:1) | Партизан | Сегединска ледена дворана, Сегедин Посетилаца: 1.000 |

| Извор | Извор | Извор | Извор | Извор |
| ----- | ----- | ----- | ----- | ----- |
|       |       |       |       |       |
|       |       |       |       |       |
|       |       |       |       |       |
|       |       |       |       |       |

4. коло
| 1. новембар 2014. 18:00 | Тиса волан | 6:1 (2:1,2:0,2:0) | Црвена звезда | Сегединска ледена дворана, Сегедин Посетилаца: 700 |

| Извор | Извор                       | Извор                 | Извор                  | Извор                                                             |
| --- | --------------------------- | --------------------- | ---------------------- | ----------------------------------------------------------------- |
| | А. Соке                     | Голмани               | М. Николић С. Пауновић | Судије Небојша Иванов Линијске судије Тибор Фазекаш Дарко Поповић |
| Давид Варга — 02:21 Тамаш Одри — 02:28 Андрас Амбруш — 21:51 Андрас Амбруш — 35:07 Тамаш Одри — 44:37 Андрас Амбруш — 51:22 | 1:0 2:0 2:1 3:1 4:1 5:1 6:1 | 06:01 — Милош Дабетић |                        | Судије Небојша Иванов Линијске судије Тибор Фазекаш Дарко Поповић |
| |                             |                       |                        | Судије Небојша Иванов Линијске судије Тибор Фазекаш Дарко Поповић |
| 41 | Шутеви на гол               | 31                    |                        | Судије Небојша Иванов Линијске судије Тибор Фазекаш Дарко Поповић |

| 3. новембар 2014. 21:30 | Беостар | 6:5 (пр) (1:0, 0:2, 4:3, 1:0) | Партизан | Ледена дворана Пингвин, Нови Београд Посетилаца: 74 |

| Извор | Извор                                      | Извор | Извор               | Извор                                                             |
| --- | ------------------------------------------ | --- | ------------------- | ----------------------------------------------------------------- |
| | А. Ранковић                                | Голмани | М. Ганић М. Луковић | Судије Давид Пердув Линијске судије Дарко Поповић Иван Недељковић |
| Иван Главоњић — 10:08 Камил Кинкор — 42:45 Иван Главоњић — 54:46 Камил Кинкор — 56:21 Камил Кинкор — 42:45 Иван Главоњић — 64:33 | 1:0 1:1 1:2 :2 2:3 2:4 2:5 3:5 4:5 5:5 6:5 | 32:56 — Ненад Раковић 35:20 — Драган Комазец 45:24 — Срђан Ристић 47:15 — Марко Миловановић 54:29— Марко Бркушанин |                     | Судије Давид Пердув Линијске судије Дарко Поповић Иван Недељковић |
| |                                            | |                     | Судије Давид Пердув Линијске судије Дарко Поповић Иван Недељковић |
| 37 | Шутеви на гол                              | 64 |                     | Судије Давид Пердув Линијске судије Дарко Поповић Иван Недељковић |

5. коло
| 8. новембар 2014. | Витез | 4:3 (пен) (1:1, 1:1, 1:1, 0:0, 1:0) | Тиса волан | Ледена дворана Пингвин, Нови Београд Посетилаца: 74 |

| Извор                                                                  | Извор                      | Извор                                                      | Извор   | Извор                                                              |
| ---------------------------------------------------------------------- | -------------------------- | ---------------------------------------------------------- | ------- | ------------------------------------------------------------------ |
|                                                                        | A. Фат                     | Голмани                                                    | А. Соке | Судије Урош Алексић Линијске судије Иван Недељковић Немања Николић |
| Бојан Јанковић — 08:02 Иван Богдановић — 26:01 Богдан Јанковић — 54:46 | 1:0 1:1 2:1 2:2 2:3 :3 4:3 | 14:43 — Золтан Фодор 31:34 — Ласло Фулоп 49:49 — Балаш Виг |         | Судије Урош Алексић Линијске судије Иван Недељковић Немања Николић |
|                                                                        |                            |                                                            |         | Судије Урош Алексић Линијске судије Иван Недељковић Немања Николић |
| 42                                                                     | Шутеви на гол              | 43                                                         |         | Судије Урош Алексић Линијске судије Иван Недељковић Немања Николић |

| 8. новембар 2014. | Црвена звезда | 3:12 (0:1, 3:3, 0:8) | Беостар | Ледена дворана Пингвин, Нови Београд Посетилаца: 124 |

| Извор                                                                | Извор                                                          | Извор | Извор       | Извор                                                           |
| -------------------------------------------------------------------- | -------------------------------------------------------------- | --- | ----------- | --------------------------------------------------------------- |
|                                                                      | М. Николић С. Пауновић                                         | Голмани | А. Ранковић | Судије Ђорђе Фазекаш Линијске судије Тибор фазекаш Давид Пердув |
| Јовица Рус — 27:29 Ненад Милинковић — 30:03 Љубомир Ђорђевић — 36:45 | 0:1 0:2 1:2 2:2 2:3 2:4 3:4 3:5 3:6 3:7 3:8 3:9 3:10 3:11 3:12 | 15:15 — Камил Кинкор 22:51 — Божидар Игњатовић 32:19 — Камил Кинкор 32:57 — Камил Кинкор 40:21 — Дмитри Гнитко 42:14 — Камил Кинкор 44:23 — Камил Кинкор 46:35 — Дмитри Гнитко 52:52 — Дмитри Гнитко 53:03 — Никола Лазаревић 54:29 — Александар Коларић 58:22 — Никола Лазаревић |             | Судије Ђорђе Фазекаш Линијске судије Тибор фазекаш Давид Пердув |
|                                                                      |                                                                | |             | Судије Ђорђе Фазекаш Линијске судије Тибор фазекаш Давид Пердув |
| 26                                                                   | Шутеви на гол                                                  | 49 |             | Судије Ђорђе Фазекаш Линијске судије Тибор фазекаш Давид Пердув |

### Други круг
6. коло
| 16. новембар 2014. 16:15 | Партизан | 7:2 (1:1, 3:0, 3:1) | Црвена звезда | Ледена дворана Пионир, Београд Посетилаца: 89 |

| Извор | Извор                              | Извор                                         | Извор                  | Извор                                                              |
| --- | ---------------------------------- | --------------------------------------------- | ---------------------- | ------------------------------------------------------------------ |
| | М. Луковић                         | Голмани                                       | М. Николић С. Пауновић | Судије Ђорђе фазекаш Линијске судије Иван Недељковић Тибор Фазекаш |
| Драган Комазец — 06:34 Алекса Луковић — 20:45 Марко Бркушанин — 33:22 Миодраг Павловић — 36:42 Марко Миловановић — 40:27 Марко Бркушанин — 40:51 Алекса Луковић — 48:44 | 0:1 :1 2:1 3:1 4:1 5:1 6:1 7:1 7:2 | 01:15 — Алекса Јовановић 59:06 — Никола Гачић |                        | Судије Ђорђе фазекаш Линијске судије Иван Недељковић Тибор Фазекаш |
| |                                    |                                               |                        | Судије Ђорђе фазекаш Линијске судије Иван Недељковић Тибор Фазекаш |
| |                                    |                                               |                        | Судије Ђорђе фазекаш Линијске судије Иван Недељковић Тибор Фазекаш |

| 23. новембар 2014 | Витез | 2:5 (0:0, 1:2, 0:3) | Беостар | Ледена дворана Пингвин, Нови Београд Посетилаца: 94 |

| Извор                                          | Извор                     | Извор | Извор       | Извор                                                              |
| ---------------------------------------------- | ------------------------- | --- | ----------- | ------------------------------------------------------------------ |
|                                                | А. Фат                    | Голмани | А. Ранковић | Судије Урош Алексић Линијске судије Иван Недељковић Немања Николић |
| Бојан Јанковић — 28:49 Богдан Јанковић — 42:14 | 0:1 :1 1:2 :2 2:3 2:4 2:5 | 21:26 — Дмитри Гнитко 36:56 — Петар Новаковић 45:30 — Иван Главоњић 47:05 — Петар Новаковић 47:36 — Дмитри Гнитко |             | Судије Урош Алексић Линијске судије Иван Недељковић Немања Николић |
|                                                |                           | |             | Судије Урош Алексић Линијске судије Иван Недељковић Немања Николић |
|                                                |                           | |             | Судије Урош Алексић Линијске судије Иван Недељковић Немања Николић |

7. коло
| 22. новембар 2014. | Беостар | 2:6 (0:3, 0:0, 2:3) | Тиса волан | Ледена дворана Пингвин, Нови Београд Посетилаца: 73 |

| Извор | Извор | Извор | Извор | Извор |
| ----- | ----- | ----- | ----- | ----- |
|       |       |       |       |       |
|       |       |       |       |       |
|       |       |       |       |       |
|       |       |       |       |       |

| 30. јануар 2015. 16:15 | Партизан | 7:2 (1:1, 3:1, 3:0) | Витез | Ледена дворана Пионир, Београд Посетилаца: 97 |

| Извор | Извор | Извор | Извор | Извор |
| ----- | ----- | ----- | ----- | ----- |
|       |       |       |       |       |
|       |       |       |       |       |
|       |       |       |       |       |
|       |       |       |       |       |

8. коло
| 20. фебруар 17:15 | Витез | 4:3 (0:1, 3:1, 1:1) | Црвена звезда | Ледена дворана Пингвин, Нови Београд |

| Извор | Извор | Извор | Извор | Извор |
| ----- | ----- | ----- | ----- | ----- |
|       |       |       |       |       |
|       |       |       |       |       |
|       |       |       |       |       |
|       |       |       |       |       |

| 17. јануар 2015. 16:15 | Партизан | 8:5 (2:1, 2:1, 4:3) | Тиса волан | Ледена дворана Пионир, Београд Посетилаца: 50 |

| Извор | Извор | Извор | Извор | Извор |
| ----- | ----- | ----- | ----- | ----- |
|       |       |       |       |       |
|       |       |       |       |       |
|       |       |       |       |       |
|       |       |       |       |       |

9. коло
| 6. децембар 2014. 17:30 | Црвена звезда | 3:4 (1:1, 1:2, 1:1) | Тиса волан | Ледена дворана Пионир, Београд Посетилаца: 76 |

| Извор | Извор | Извор | Извор | Извор |
| ----- | ----- | ----- | ----- | ----- |
|       |       |       |       |       |
|       |       |       |       |       |
|       |       |       |       |       |
|       |       |       |       |       |

| 17. јануар 2015. 16:15 | Партизан | 7:3 (1:1, 2:0, 4:2) | Беостар | Ледена дворана Пионир, Београд |

| Извор | Извор | Извор | Извор | Извор |
| ----- | ----- | ----- | ----- | ----- |
|       |       |       |       |       |
|       |       |       |       |       |
|       |       |       |       |       |
|       |       |       |       |       |

10. коло
| 1. децембар 2014. 20:00 | Беостар | 3:2 (2:1, 0:1, 1:0) | Црвена звезда | Ледена дворана Пингвин, Нови Београд Посетилаца: 87 |

| Извор | Извор | Извор | Извор | Извор |
| ----- | ----- | ----- | ----- | ----- |
|       |       |       |       |       |
|       |       |       |       |       |
|       |       |       |       |       |
|       |       |       |       |       |

| 13. децембар 2014. 18:00 | Тиса волан | 9:2 (2:2, 4:0, 3:0) | Витез | Сегединска ледена дворана, Сегедин Посетилаца: 1.000 |

| Извор | Извор | Извор | Извор | Извор |
| ----- | ----- | ----- | ----- | ----- |
|       |       |       |       |       |
|       |       |       |       |       |
|       |       |       |       |       |
|       |       |       |       |       |

### Трећи круг
11. коло
| 28. фебруар 2015. 17:30 | Партизан | 6:4 (2:1,4:2,0:1) | Црвена звезда | Ледена дворана Пионир, Београд |

| Извор | Извор | Извор | Извор | Извор |
| ----- | ----- | ----- | ----- | ----- |
|       |       |       |       |       |
|       |       |       |       |       |
|       |       |       |       |       |
|       |       |       |       |       |

| 22. фебруар 2015. 10:00 | Беостар | 4:2 (1:1,2:1,1:1) | Тиса волан | Ледена дворана Пингвин, Нови Београд Посетилаца: 68 |

| Извор | Извор | Извор | Извор | Извор |
| ----- | ----- | ----- | ----- | ----- |
|       |       |       |       |       |
|       |       |       |       |       |
|       |       |       |       |       |
|       |       |       |       |       |

12. коло
| 2. фебруар 20:15 | Партизан | 6:7 (пр) (1:1,1:1,4:4,0:1) | Беостар | Ледена дворана Пионир, Београд |

| Извор | Извор | Извор | Извор | Извор |
| ----- | ----- | ----- | ----- | ----- |
|       |       |       |       |       |
|       |       |       |       |       |
|       |       |       |       |       |
|       |       |       |       |       |

| 17. фебруар 2015. 17:00 | Тиса волан | 10:2 (2:0,5:1,3:1) | Витез | Сегединска ледена дворана, Сегедин Посетилаца: 300 |

| Извор | Извор | Извор | Извор | Извор |
| ----- | ----- | ----- | ----- | ----- |
|       |       |       |       |       |
|       |       |       |       |       |
|       |       |       |       |       |
|       |       |       |       |       |

13. коло
| 18. фебруар 2015. 17:15 | Беостар | 3:2 (2:2,0:0,1:0) | Црвена звезда | Ледена дворана Пингвин, Нови Београд Посетилаца: 69 |

| Извор | Извор | Извор | Извор | Извор |
| ----- | ----- | ----- | ----- | ----- |
|       |       |       |       |       |
|       |       |       |       |       |
|       |       |       |       |       |
|       |       |       |       |       |

| 4. март 17:30 | Партизан | 10:5 (4:0,2:3,4:2) | Витез | Ледена дворана Пионир, Београд |

| Извор | Извор | Извор | Извор | Извор |
| ----- | ----- | ----- | ----- | ----- |
|       |       |       |       |       |
|       |       |       |       |       |
|       |       |       |       |       |
|       |       |       |       |       |

14. коло
| 2. март 2015 20:30 | Витез | 2:4 (1:1,1:2,0:1) | Црвена звезда | Ледена дворана Пингвин, Нови Београд Посетилаца: 94 |

|  |  |  |  |  |
|  |  |  |  |  |
|  |  |  |  |  |
|  |  |  |  |  |

| 21. фебруар 2015. 17:15 | Партизан | 6:5 (пен) (2:0,2:2,1:3,0:0,1:0) | Тиса волан | Ледена дворана Пионир, Београд Посетилаца: 55 |

| Извор | Извор | Извор | Извор | Извор |
| ----- | ----- | ----- | ----- | ----- |
|       |       |       |       |       |
|       |       |       |       |       |
|       |       |       |       |       |
|       |       |       |       |       |

15. коло
| 17. фебруар 2015. 17:00 | Тиса волан | 2:3 (пен) (0:0,1:1,1:1,0:0,0:1) | Црвена звезда | Сегединска ледена дворана, Сегедин Посетилаца: 600 |

| Извор | Извор | Извор | Извор | Извор |
| ----- | ----- | ----- | ----- | ----- |
|       |       |       |       |       |
|       |       |       |       |       |
|       |       |       |       |       |
|       |       |       |       |       |

| 24. фебруар 2015. 17:15 | Беостар | 6:8 (2:3,2:3,2:2) | Витез | Ледена дворана Пингвин, Нови Београд Посетилаца: 96 |

| Извор | Извор | Извор | Извор | Извор |
| ----- | ----- | ----- | ----- | ----- |
|       |       |       |       |       |
|       |       |       |       |       |
|       |       |       |       |       |
|       |       |       |       |       |

## Табела
| #  | Клуб          | ИГ | Д | ДП | ИЗП | ИЗ | ГД | ГП | ГР  | Б  |
| -- | ------------- | -- | - | -- | --- | -- | -- | -- | --- | -- |
| 1. | Партизан      | 12 | 9 | 1  | 2   | 0  | 84 | 46 | +38 | 31 |
| 2. | Беостар       | 12 | 7 | 2  | 0   | 3  | 69 | 47 | +22 | 25 |
| 3. | Тиса волан    | 12 | 5 | 0  | 3   | 4  | 58 | 48 | +10 | 18 |
| 4. | Црвена звезда | 12 | 2 | 1  | 0   | 9  | 36 | 60 | -24 | 8  |
| 5. | Витез         | 12 | 2 | 1  | 0   | 9  | 36 | 82 | -46 | 8  |

## Плеј–оф

### Полуфинале
| 6. март 2015. 17:15 | Беостар | 13:7 (5:2,6:2,2:3) | Тиса волан | Ледена дворана Пингвин, Нови Београд Посетилаца: 90 |

| Извор | Извор | Извор | Извор | Извор |
| ----- | ----- | ----- | ----- | ----- |
|       |       |       |       |       |
|       |       |       |       |       |
|       |       |       |       |       |
|       |       |       |       |       |

| 7. март 2015. 17:30 | Партизан | 5:1 (1:0,3:1,1:0) | Црвена звезда | Ледена дворана Пионир, Београд Посетилаца: 124 |

| Извор | Извор | Извор | Извор | Извор |
| ----- | ----- | ----- | ----- | ----- |
|       |       |       |       |       |
|       |       |       |       |       |
|       |       |       |       |       |
|       |       |       |       |       |

| 8. март 2015. 18:00 | Тиса волан | 6:4 (3:1,2:2,1:1) | Беостар | Сегединска ледена дворана, Сегедин Посетилаца: 500 |

| Извор | Извор | Извор | Извор | Извор |
| ----- | ----- | ----- | ----- | ----- |
|       |       |       |       |       |
|       |       |       |       |       |
|       |       |       |       |       |
|       |       |       |       |       |

| 8. март 2015. 17:30 | Црвена звезда | 1:2 (0:0,1:0,0:2) | Партизан | Ледена дворана Пионир, Београд Посетилаца: 100 |

| Извор | Извор | Извор | Извор | Извор |
| ----- | ----- | ----- | ----- | ----- |
|       |       |       |       |       |
|       |       |       |       |       |
|       |       |       |       |       |
|       |       |       |       |       |

| 10. март 2015. 17:15 | Беостар | 10:3 (3:0,2:2,5:1) | Тиса волан | Ледена дворана Пингвин, Нови Београд Посетилаца: 94 |

| Извор | Извор | Извор | Извор | Извор |
| ----- | ----- | ----- | ----- | ----- |
|       |       |       |       |       |
|       |       |       |       |       |
|       |       |       |       |       |
|       |       |       |       |       |

### Финале
| 12. март 2015. 17:15 | Беостар | 6:8 (3:1,1:3,2:4) | Партизан | Ледена дворана Пингвин, Нови Београд Посетилаца: 115 |

| Извор | Извор | Извор | Извор | Извор |
| ----- | ----- | ----- | ----- | ----- |
|       |       |       |       |       |
|       |       |       |       |       |
|       |       |       |       |       |
|       |       |       |       |       |

| 14. март 2015. 17:30 | Партизан | 7:3 (1:2,3:1,3:0) | Беостар | Ледена дворана Пионир, Београд Посетилаца: 250 |

| Извор | Извор | Извор | Извор | Извор |
| ----- | ----- | ----- | ----- | ----- |
|       |       |       |       |       |
|       |       |       |       |       |
|       |       |       |       |       |
|       |       |       |       |       |

| Првак Хокејашке лиге Србије 2014/15. |
| ------------------------------------ |
| ХК Партизан 9. титула.               |

## Остале утакмице
Утакмица између Црвене звезде и Партизана која је играна 26. октобра 2014. одине у оквиру 1. кола и коју је Партизан добио са 8:2, накнадно је регисторвана као пријатељска.
Хокејашки савез Србије је поводом тога издао саопштење: „Директор такмичења Првенства Србије у хокеју на леду одлуком Т-040/14 регистровао је меч између Црвене звезде и Партизана игран 26. октобра као пријатељски сусрет, тако да његов резултат неће бити регистрован као првенствени и унесен у табелу националног шампионата. Договором две екипе меч који је игран на самом почетку сезоне и који је завршен резултатом 8:2 у корист Партизана, регистрован је као пријатељски, док ће термин одигравања меча првог кола између два ривала бити накнадно договорен“.
| 26. октобар 2014. 16:15 | Црвена звезда | 2:8 (1:3,0:3,1:2) | Партизан | Ледена дворана Пионир, Београд |

| Извор                                    | Извор                                   | Извор | Извор               | Извор                                                            |
| ---------------------------------------- | --------------------------------------- | --- | ------------------- | ---------------------------------------------------------------- |
|                                          | М. Николић С. Пауновић                  | Голмани | М. Ганић М. Луковић | Судије Урош Алексић Линијске судије Иван Недељковић Давор Богдан |
| Љубомир Ђорић — 05:25 Јовица Рус — 50:00 | 1:0 1:1 1:2 1:3 1:4 1:5 1:6 1:7 2:7 2:8 | 05:34 — Марко Миловановић — 05:34 — Павле Огризовић 18:09 — Марко Бркушанин 20:51 — Марко Миловановић 30:00 —Марко Миловановић 31:53 — Ђорђије Терзић 44:23 — Ненад Раковић 54:02 — Марко Миловановић |                     | Судије Урош Алексић Линијске судије Иван Недељковић Давор Богдан |
|                                          |                                         | |                     | Судије Урош Алексић Линијске судије Иван Недељковић Давор Богдан |
| 12                                       | Шутеви на гол                           | 26 |                     | Судије Урош Алексић Линијске судије Иван Недељковић Давор Богдан |

## Статистика

### Најбољи стрелци

#### Регуларни део првенства
| Поз. | Играч               | Екипа      | У  | Г  | A  | Поена | ИСК |
| ---- | ------------------- | ---------- | -- | -- | -- | ----- | --- |
| 1    | Дмитри Гнитко       | Беостар    | 12 | 19 | 19 | 38    | 20  |
| 2    | Камил Кинкор        | Беостар    | 12 | 21 | 11 | 32    | 24  |
| 3    | Марко Миловановић   | Партизан   | 11 | 13 | 14 | 27    | 10  |
| 4    | Марко Бркушанин     | Партизан   | 12 | 16 | 9  | 25    | 8   |
| 5    | Бојан Јанковић      | Витез      | 12 | 9  | 10 | 19    | 28  |
| 6    | Ненад Раковић       | Партизан   | 12 | 11 | 7  | 18    | 24  |
| 7    | Андрас Амбрус       | Тиса Волан | 11 | 10 | 5  | 15    | 8   |
| 8    | Димитрије Филиповић | Партизан   | 8  | 9  | 6  | 15    | 43  |
| 9    | Павле Огризовић     | Партизан   | 11 | 7  | 7  | 14    | 8   |
| 10   | Тамаш Одри          | Тиса Волан | 6  | 8  | 4  | 12    | 2   |

У = Одиграно утакмица; Г = Голова; A = Асистенција; ИСК = Искључење у минутима

#### Плеј–оф
| Поз. | Играч             | Екипа    | У | Г | A | Поена | ИСК |
| ---- | ----------------- | -------- | - | - | - | ----- | --- |
| 1    | Камил Кинкор      | Беостар  | 5 | 7 | 5 | 12    | 6   |
| 2    | Дмитри Гнитко     | Беостар  | 5 | 4 | 8 | 12    | 6   |
| 3    | Божидар Игњатовић | Беостар  | 5 | 7 | 1 | 8     | 0   |
| 4    | Марко Бркушанин   | Партизан | 4 | 5 | 1 | 6     | 12  |
| 5    | Петар Новаковић   | Беостар  | 5 | 3 | 3 | 6     | 6   |
| 6    | Павле Огризовић   | Партизан | 4 | 3 | 3 | 6     | 8   |
| 7    | Марко Миловановић | Партизан | 4 | 3 | 3 | 6     | 14  |

У = Одиграно утакмица; Г = Голова; A = Асистенција; ИСК = Искључење у минутима